# Strażacy spieszący do pożaru
Strażacy spieszący do pożaru (fr. Départ des pompiers courant à un incendie) – nieukończony obraz olejny francuskiego malarza Gustave’a Courbeta. Jest eksponowany w paryskim muzeum Petit Palais.

## Historia powstania
Obraz jest wzorowany na Straży nocnej Rembrandta, którą malarz oglądał podczas podróży do Holandii w Rijksmuseum. Courbet pracował nad obrazem w udostępnionym mu pomieszczeniu w Poissy, w koszarach straży pożarnej. Na jego prośbę straż ogłosiła nocny alarm próbny, żeby malarz mógł poznać specyfikę pracy strażaków. Po zamachu stanu Ludwika Napoleona Bonapartego w 1851 i zamieszkach w koszarach straży Courbet przerwał prace nad obrazem. Po śmierci malarza jego siostra, Juliette Courbet, znalazła to płótno zwinięte w pracowni i przekazała jako dar miastu Paryż w 1882.

## Opis obrazu
Obraz przedstawia nocną scenę miejską. Wybuchł pożar, unoszą się kłęby dymu i strażacy biegną, by go ugasić. Ciągną za sobą pompę przeciwpożarową i węże, ich hełmy lśnią w blasku pochodni. Po prawej oficer dowodzący i pracownik w niebieskim płaszczu uniesionymi rękami wskazują kierunek i prowadzą całą grupę. Ruch strażaków wydaje się wykraczać poza płaszczyznę płótna w stronę patrzącego widza. Z boku mija strażaków mieszczańska para podążająca w przeciwnym kierunku. Z lewej strony scenę flankuje kobieta z dzieckiem na ręku. W centrum obrazu przewróciła się jakaś osoba, która wykonuje obronny gest ręką. Wszystkie postaci zgromadzone są w dolnej części obrazu, natomiast w górnej strefie płótna przedstawiono widok miasta. Z boku Courbet ukazał latarnię gazową na tle gotyckiej budowli jako symbole nowoczesności i historycznej przeszłości Paryża. Obraz jest zaliczany do wielkoformatowych prac realistycznych i uznawany za pierwszą scenę nocną oraz pierwszą pracę osadzoną w miejskiej scenerii w dorobku malarza.